# Sybille de Dietrich
Pour les articles homonymes, voir Dietrich.
Sybille de Dietrich, née Louise Sybille Ochs, née à Hambourg le 17 novembre 1755 et morte à Strasbourg le 6 mars 1806, est une femme de lettres française. Elle est l'épouse de Philippe-Frédéric de Dietrich, savant et premier maire de Strasbourg à l'époque révolutionnaire (1790-1792).

## Biographie
Sybille Ochs est la fille d'Albrecht Ochs (1716-1780), marchand et banquier originaire de Bâle, établi à Nantes et à Hambourg, et de Louise His, fille de Pierre His, riche banquier de Hambourg. Elle est la sœur de Pierre Ochs (1752-1821), chancelier de Bâle.
Elle épouse le 14 novembre 1772 à Strasbourg Philippe-Frédéric de Dietrich. Ils ont quatre fils : Frédéric (1773-1806), Pierre Louis Jean (1775-1780), Gustave Albert (1775-1800) et Paul Émile (1792-1799) ; deux meurent dans l'enfance et aucun n'a survécu à leurs parents. Leur fils Frédéric a eu trois enfants, d'où une descendance nombreuse ; d'Albert de Dietrich (1802-1888), maître de forges, fils de Frédéric, viennent les porteurs actuels du nom.
C'est dans le salon de leur demeure que le 26 avril 1792 est chanté pour la première fois, par Philippe-Frédéric de Dietrich, le Chant de guerre pour l'armée du Rhin de Rouget de Lisle, devenu La Marseillaise ; Dietrich est accompagné au clavecin par sa femme, ou peut-être par sa nièce Louise. Sybille de Dietrich, qui était une excellente musicienne, a travaillé à l'orchestration du chant.

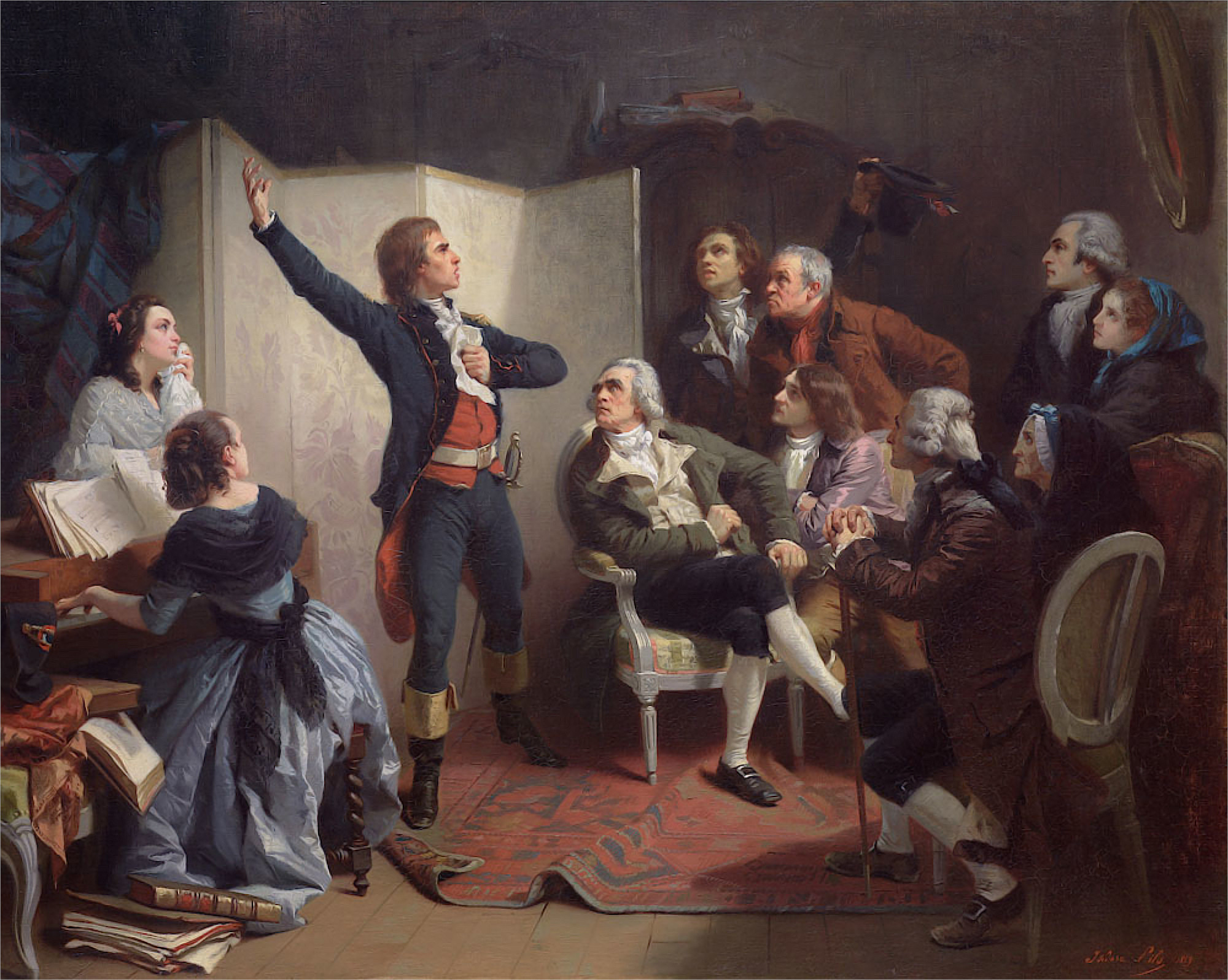
Rouget de Lisle chantant la Marseillaise dans le salon du maire Dietrich.

Elle a vécu dans son enfance à Hambourg, puis, jusqu'à son mariage, à Bâle. Une fois mariée, elle partage son temps entre Strasbourg et Paris, où elle tient salon. Ses relations sont nombreuses, littéraires et artistiques (le sculpteur Houdon, le musicien Jean-Frédéric Edelmann), politiques (La Fayette, qui est le parrain de son dernier fils, Joséphine de Beauharnais). Elle entretient une abondante correspondance. Elle habite à Strasbourg définitivement à partir de 1800.
Elle a appartenu à la franc-maçonnerie, comme son mari, devenant grande maîtresse de la loge d'adoption féminine de Strasbourg, et recevant à ce titre, l'impératrice Joséphine en 1805. 
Elle avait des convictions républicaines.
Après la mort de son mari sur l'échafaud, elle fait preuve d'une grande liberté par rapport aux mœurs de son temps : elle devient la maîtresse d'un officier nettement plus jeune qu'elle ; elle élève la fille naturelle de l'un de ses fils.
Elle est enterrée dans l'enclos funéraire de la famille de Dietrich au cimetière Sainte-Hélène de Strasbourg ; sa tombe est marquée par un obélisque en grès jaune.